# Léon Laleau
Léon Laleau, né à Port-au-Prince le 3 août 1892 et mort à Pétionville le 7 septembre 1979, est un poète, romancier, dramaturge, essayiste, journaliste et homme politique haïtien.

## Biographie
Il fait ses études classiques au lycée Pétion et compte parmi ses professeurs l'écrivain Fernand Hibbert et Damoclès Vieux. Il reçoit sa licence de l'École de droit en 1912. Mais au lieu de travailler comme avocat, il se lance dans une carrière d'écrivain et de diplomate.
En 1937, il est ambassadeur d'Haïti en France.
Diplomate, il représente son pays dans divers pays d'Europe et d'Amérique. C'est lui qui signe, en 1934, l'accord mettant fin a l'occupation d'Haïti par les États-Unis. Il subit, à ses débuts, l'influence d'Henri de Regnier, puis est touché par celle de Max Jacob. Il publie : À voix basse (1920), La Flèche au cœur (1926), Le Rayon des jupes (1929), Abréviations (1929). Musique nègre (1931), a propos de laquelle il fut qualifié de « Max Jacob noir » par Pierre Guéguen, Ondes courtes (1933), Orchestre (1937). Léopold Sédar Senghor dit retrouver dans sa poésie « le badinage créole qui fut durant si longtemps le signe distinctif de la poésie des îles ».

## Prix et distinctions
- 1935 : l'ordre mexicain de l'Aigle aztèque lui est décerné, pour avoir occupé le poste de ministre des Affaires Étrangères et des Cultes.
- 1962 : Prix Edgar Poe de la Maison de la Poésie et de la Société des gens de lettres à Paris.
- 1968 : Rose d'Or des poètes de la Société des poètes français.
- 1978 : Prix Henri-Deschamps, pour Œuvre poétique.
- Membre de l'Académie Ronsard.
- Membre de l'Académie méditerranéenne.
- Membre de l'Académie diplomatique internationale.
- Grand-croix de l'ordre de Saint-Grégoire-le-Grand du Vatican.
- Officier de l'Instruction publique
- Grand officier de la Légion d'honneur de France.
- Grand officier Honneur et Mérite et commandeur de l'Éducation nationale d'Haïti.